# Miranda Caharija
Miranda Caharija, slovenska gledališka in filmska igralka, * 21. oktober 1942, Križ, Italija.

## Življenje in delo
Končala je srednjo šolo Igo Gruden v Nabrežini (1955), Glasbeno šolo (1956), kjer se je učila igrati na harmoniko ter Dramsko in baletno šolo v Trstu (1959). Že med šolanjem je nastopala v slovenskem stalnem gledališču v Trst. V sezoni 1960/1961 je postala stalna članica ansambla slovenskega stalnega gledališča v Trstu in se razvila v karakterno igralko predvsem sodobnega repertoarja. Na tržaškem festivalu slovenske popevke (1963) je prejela prvo in drugo nagrado. V gledališču je odigrala nekaj pomembnejših vlog: Natalija (Anton Pavlovič Čehov, Tri sestre), Cecily (Oscar Wilde, Kako važno je biti resen), Vronika (Oton Župančič, Veronika Deseniška), Nevesta (Federico García Lorca, Krvava svatba).
Za vlogo beračice Šobe v Leskovškovi drami Dva bregova je leta 1975 prejela nagrado na Borštnikovem srečanju v Mariboru, kjer so ji leta 2005 podelili tudi Borštnikov prstan. Nastopila je tudi v več  v filmih: v Babičevem filmu Po isti poti se ne vračaj je igrala Leno (1966), v televizijskem filmu Pestrna nastalem po istoimenski Bevkovi povesti je bila Grivarica (1975), odigrala je tudi naslovno vlogo Eve v Slakovem istoimenskem filmu (1983) in bila Marija Mulahasanović v Košakovem filmu Outsider (1997).